# 亞提·莫雷諾
亞圖羅·「亞提」·莫瑞諾（Arturo "Arte" Moreno）（1946年8月—），是墨西哥裔美籍富商，也是美國史上第一位拉美裔的大球團老闆。他在2003年5月15日創造這個歷史，向華特·迪士尼公司收購安納罕天使隊。

## 早年
莫瑞諾出生在亞利桑那州的土桑，是家中長子，下面還有10名弟妹。高中畢業後的翌年1966年，莫瑞諾選擇從軍，被派去打越南戰爭。在1968年退伍後，他重拾書本，進入亞利桑那大學就讀。

## 開創事業

### 廣告背景
1973年，莫瑞諾從亞利桑那大學拿到行銷學的學位畢業。當年他就到艾勒戶外（Eller Outdoor）廣告公司任職。
之後的七年，公司屢次將莫瑞諾調職，讓他去過了國內許多地方。1984年，莫瑞諾搬回亞利桑那州的鳳凰城，也在戶外系統（Outdoor Systems）這家扛棒公司找到他的新工作。
進入戶外系統後，莫瑞諾正式開始他的經商生涯。他一路升到了總裁與首席执行官，在他的領導下，公司在不到十年內，營收從50萬美元大增來到9000萬美元。
1996年，戶外系統的股票甫上市就大漲；1998年，莫瑞諾將公司以80億美元賣給了無限傳播（Infinity Broadcasting）。

### 棒球隊老闆
棒球是莫瑞諾平時最大的消遣，於是他將生意的觸角伸入這個領域。1986年，他與另外17位投資者買下美國職棒小聯盟的鹽湖城捕獸人隊（Salt Lake Trappers）。這個投資團一直持續經營球隊到1992年，並在這場投機中大撈一筆。
2001年，莫瑞諾急於想要擁有一支美國職棒大聯盟球隊。他先嘗試取得他故鄉的亞利桑那響尾蛇隊（Arizona Diamondbacks）控股，但卻不得其門而入。但他對於購買大聯盟球隊一事還是相當堅決，不久就看上了2002年世界大賽（World Series）冠軍安納罕天使隊。
2003年4月，莫瑞諾以1.8億美金的代價從迪士尼手中接下天使隊。在5月15日一場歷史性的會議中，大聯盟主席巴德·賽里格（Bud Selig）正式宣布批准該交易案。首先道賀的是響尾蛇隊的老闆傑瑞·克藍格羅（Jerry Colangelo），這位莫瑞諾的老友說，這真是一個大好機會。

### 接掌天使隊
獲得經營權後，莫瑞諾馬上調降球場門票和啤酒的價格，且表態有意願簽下大牌明星球員來讓天使隊更強。他採用了「自己動手」的策略，不但常常親自到主場觀戰，而且還會離開他的老闆包廂，混到觀眾席裡或大廳與球迷們交談，這使得他在球迷間相當受到歡迎。
儘管如此，莫瑞諾曾受到一些球迷的抵制，還得罪了加州安納罕市的高層，因為2005年他將隊名從原來的「安納罕天使」改成「洛杉磯安納罕天使」（Los Angeles Angels of Anaheim）。莫瑞諾認為改名可以將天使隊行銷和認同的區域，從原本橘郡安納罕市擴大到整個洛杉磯大都會區。安納罕市府以控告天使隊為回應；而那些以家鄉橘郡的地方獨特性，與大洛杉磯的差異為榮的球迷也給惹毛了。為了符合當初合約上所載，隊名必須包括「安納罕」的條文，把安納罕突兀地放在英文隊名的最後，也成為全國性的笑柄。
除了這件事以外，莫瑞諾經營球隊的頭幾個球季實在是非常成功。天使在2004、2005年都獲得美聯西區的王座，也打贏了和安納罕市的官司。改名造成的不愉快，絲毫沒有影響球迷們對於天使隊的熱情，最近4個球季以來，每年進場看球的觀眾數目都越來越多。
就在2006年季前，莫瑞諾與福斯電視網簽下了一筆10年的季賽轉播權合約。這筆鉅額的合約將大大地增加天使隊在電視上的曝光率。2006年4月，富比世雜誌估計球隊的資產總值大概3.68億美金，整整是三年前莫瑞諾購買時的兩倍。
莫瑞諾真是將球隊經營的有聲有色。在不換新球場的狀況下，要在兩年內倍增球隊的價值實在不可思議。
—富比世雜誌編輯委員科爾特·巴登豪森（Kurt Badenhausen）

## 個人生活
他與妻子卡羅在1986年結婚，育有3名小孩。
1997年，莫瑞諾夫婦成立了「莫瑞諾家族基金會」，來贊助非營利的青年和教育性組織；他也以校友的身分拿出大量的資源，供給母校亞利桑那大學的運動員培訓計畫。
此外莫瑞諾對於個人隱私一向非常重視，他拒絕大多數的採訪，也不公開評論個人的生活。而他的親友對此也諱莫至深；有些認識他的人形容他是保守的死忠共和黨黨員，同時非常為家庭犧牲奉獻。